# Rijakt OS
ReactOS je operativni sistem otvorenog koda, koji nastoji da pruži punu kompatibilnost sa programima i drajverima pisanim za Microsoft Windows. Razvoj operativnog sistema je počeo 1998. godine i traje do dan danas. U glavnom je pisan u programskom jeziku C, dok su neki delovi (ReactOS Explorer) napisani u programskom jeziku C++. ReactOS podržava ARM i AMD64 procesorske arhitekture. Glavni cilj ovog operativnog sistema je da omogući korisnicima da obrišu svoju verziju Windows-a i pređu na ReactOS, a da pri tom ne primete razliku.

## Spoljašnje veze
- Zvanični sajt ReactOs-a